# 臺灣教育學術聯盟
臺灣教育學術聯盟（英語：Taiwan Education Alliance，TEA），簡稱臺教聯，前身為2017年國立臺灣師範大學於新南向計畫中與國內大學組成之『教育及人文學術型領域聯盟』，為擴大國內教育領域學術交流，於2019年底集結全臺灣12座公私立大學教育領域院系所成立臺灣教育學術聯盟，以強化國內學術網絡。

## 聯盟成員

### 北區
- 國立臺灣師範大學教育學院
- 國立臺灣師範大學師資培育學院
- 國立臺灣大學師資培育中心
- 國立臺灣科技大學師資培育中心
- 國立政治大學教育學院
- 國立臺北教育大學教育學院
- 臺北市立大學教育學院
- 國立中央大學師資培育中心
- 國立清華大學竹師教育學院
- 淡江大學教育學院
- 輔仁大學教育學院師資培育中心

### 中區
- 國立臺中教育大學教育學院
- 國立臺中教育大學師培暨就業輔導處
- 國立暨南國際大學教育學院
- 國立彰化師範大學教育學院
- 國立中正大學教育學院
- 國立嘉義大學師範學院

### 南區
- 國立成功大學教育研究所
- 國立臺南大學教育學院
- 國立高雄師範大學教育學院
- 國立屏東大學教育學院

### 東區
- 國立東華大學花師教育學院
- 國立東華大學師資培育中心
- 慈濟大學教育傳播學院